# Orodreth
Pour l'autre personnage de J. R. R. Tolkien portant ce nom, voir Liste des Hommes de la Terre du Milieu#Orodreth.
Orodreth est un personnage du légendaire de l'écrivain britannique J. R. R. Tolkien, apparaissant notamment dans Le Silmarillion. Elfe de la maison de Finarfin, frère de Finrod Felagund, il règne sur Nargothrond après le départ de Finrod et jusqu'à sa chute. Son nom en quenya est Artaresto.

## Histoire

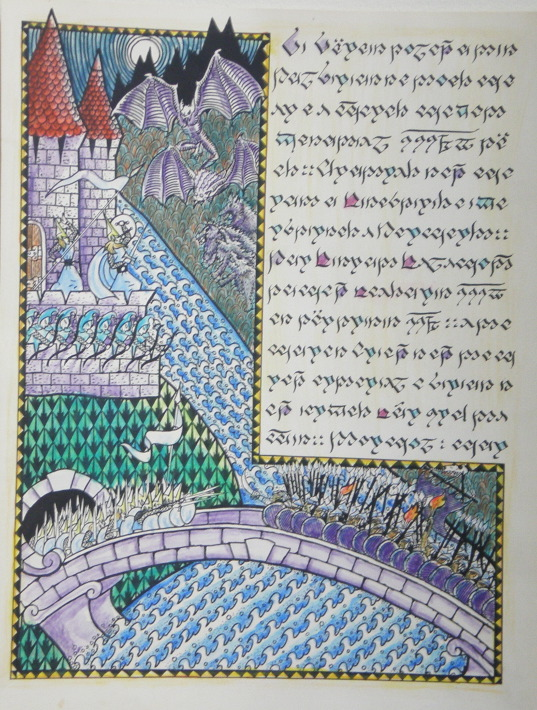
La chute de Minas Tirith

Orodreth détenait l'île de Minas Tirith, sur l'île de Tol Sirion, avant que Sauron ne s'en empare. L'île fut rebaptisée Tol-in-Gaurhoth, « l'Île des loup-garous », et Orodreth se réfugia à Nargothrond.
Quand Beren arriva à Nargothrond, Finrod voulut l'accompagner dans sa quête du Silmaril. Mais Celegorm et Curufin, les Fils de Fëanor, étaient également présents à Nargothrond, et forcèrent Finrod à aider Beren seul, sans l'aide de son peuple. Orodreth assuma alors la couronne, en tant que régent, mais les fils de Fëanor détenaient le pouvoir réel. Curufin et Celegorm projetaient d'ailleurs de s'emparer de Nargothrond si Finrod mourait.
Quand l'on apprit à Nargothrond que Finrod était mort et que l'île de Sauron avait été détruite, les fils de Fëanor perdirent leur puissance, le peuple clamant qu'une jeune fille (Lúthien) avait vaincu Sauron, ce que les fils de Fëanor n'avaient pas été capables de faire. Orodreth reprit alors le contrôle du pouvoir et chassa les fils de Fëanor de Nargothrond.
Quand Túrin arriva à Nargothrond, il devint progressivement le conseiller le plus proche d'Orodreth. Túrin força Orodreth et le peuple de Nargothrond à guerroyer de plus en plus ouvertement contre Morgoth, ce qui conduit Nargothrond à sa perte.
Orodreth fut tué en combattant les armées de Morgoth et Glaurung lors de la bataille de Tumhalad, au cours du sac de Nargothrond (495 P.A.).

## Généalogie
|        |        |        |        |        |        |  |  | Finarfin  | Finarfin | Finarfin | Finarfin | Finarfin | Finarfin |  |  | Eärwen | Eärwen | Eärwen | Eärwen | Eärwen | Eärwen |  |  |        |        |        |        |        |        |  |  |           |           |           |           |           |           |  |  |  |  |  |  |  |  |  |  |  |  |  |  |  |  |  |  |  |  |
|        |        |        |        |        |        |  |  | Finarfin  | Finarfin | Finarfin | Finarfin | Finarfin | Finarfin |  |  | Eärwen | Eärwen | Eärwen | Eärwen | Eärwen | Eärwen |  |  |        |        |        |        |        |        |  |  |           |           |           |           |           |           |  |  |  |  |  |  |  |  |  |  |  |  |  |  |  |  |  |  |  |  |
|        |        |        |        |        |        |  |  |           |          |          |          |          |          |  |  |        |        |        |        |        |        |  |  |        |        |        |        |        |        |  |  |           |           |           |           |           |           |  |  |  |  |  |  |  |  |  |  |  |  |  |  |  |  |  |  |  |  |
|        |        |        |        |        |        |  |  |           |          |          |          |          |          |  |  |        |        |        |        |        |        |  |  |        |        |        |        |        |        |  |  |           |           |           |           |           |           |  |  |  |  |  |  |  |  |  |  |  |  |  |  |  |  |  |  |  |  |
| Finrod | Finrod | Finrod | Finrod | Finrod | Finrod |  |  | Orodreth  | Orodreth | Orodreth | Orodreth | Orodreth | Orodreth |  |  | Angrod | Angrod | Angrod | Angrod | Angrod | Angrod |  |  | Aegnor | Aegnor | Aegnor | Aegnor | Aegnor | Aegnor |  |  | Galadriel | Galadriel | Galadriel | Galadriel | Galadriel | Galadriel |  |  |  |  |  |  |  |  |  |  |  |  |  |  |  |  |  |  |  |  |
| Finrod | Finrod | Finrod | Finrod | Finrod | Finrod |  |  | Orodreth  | Orodreth | Orodreth | Orodreth | Orodreth | Orodreth |  |  | Angrod | Angrod | Angrod | Angrod | Angrod | Angrod |  |  | Aegnor | Aegnor | Aegnor | Aegnor | Aegnor | Aegnor |  |  | Galadriel | Galadriel | Galadriel | Galadriel | Galadriel | Galadriel |  |  |  |  |  |  |  |  |  |  |  |  |  |  |  |  |  |  |  |  |
|        |        |        |        |        |        |  |  | Finduilas |          |          |          |          |          |  |  |        |        |        |        |        |        |  |  |        |        |        |        |        |        |  |  |           |           |           |           |           |           |  |  |  |  |  |  |  |  |  |  |  |  |  |  |  |  |  |  |  |  |

## Création et évolution
Dans les versions les plus anciennes du Silmarillion telles que publiées dans l'Histoire de la Terre du Milieu, Orodreth était un personnage plus important, et était le premier roi de Nargothrond. Son importance a cependant diminué au fil des révisions.
Dans Le Silmarillion publié par Christopher Tolkien, Orodreth est le fils de Finarfin, et son nom en quenya est Artanáro. Tolkien envisageait en réalité d'en faire, le fils d'Angrod, et donc le neveu de Finrod. Dans Les Enfants de Húrin, Orodreth est à nouveau le fils de Finarfin, pour des raisons inconnues. L'on peut supposer que ce choix a été fait pour ne pas embrouiller les lecteurs du Silmarillion publié.
Par ailleurs, dans la version antérieure, Gil-galad, futur Grand Roi des Ñoldor, était le fils d'Orodreth, mais dans le Silmarillion publié, il est donné comme étant le fils de Fingon.
Dans ses derniers écrits, Tolkien changea le nom d'Orodreth en Artaher en quenya et Arothir en sindarin, mais n'a jamais introduit ce changement dans ses récits. Christopher Tolkien a donc laissé le nom sindarin tel quel. Il est de toutes façons probable que le nom sindarin Orodreth eût finalement été conservé, Tolkien changeant très rarement les noms qu'il utilisait depuis longtemps, même s'ils étaient confinés à ses écrits non publiés.

## Homonymie
Un Homme porte également ce nom : Orodreth (2576-2685 T.A.) est un Gondorien, fils de Belecthor Ier et père d'Ecthelion Ier, devenu seizième Intendant souverain en 2655 T.A.